# 初姫
初姫（はつひめ、慶長7年7月9日（1602年8月25日） - 寛永7年3月4日（1630年4月16日））は、安土桃山時代から江戸時代初期の女性。徳川秀忠の四女。小浜藩主京極忠高の正室。号は興安院。母は太閤豊臣秀吉の養女・江（浅井長政の三女）。忠高とは又従兄妹の関係に当たる。また、徳川家光は弟にあたる。

## 人物
江戸城西の丸（『幕府祚胤伝』『徳川幕府家譜』）、または伏見城（『家忠日記増補』『溪心院文』）で誕生する。慶長11年（1606年）7月に若狭小浜藩主の京極忠高の元へ嫁ぐ。忠高の父・高次の正室・浅井初（常高院）には実子がなかったため、初の実妹・江の生んだ初姫を養女として忠高と娶わせることで、徳川家と姻戚関係を結ぶとともに、京極家での初の立場を安泰なものにするという一石二鳥の政略だったと思われる。一説には、江が伏見で女児を出産すると、祝いに訪れた初がその場でこの女児を京極家の嫁に迎えたいと懇願し、江が同意すると初はそのまま初姫と名づけたこの子を連れて帰ってしまったと伝えられる。
夫婦仲は悪かったらしく、2人の間に子供はいなかった。また､忠高が初姫の悪口を言っていたところを初姫本人が目撃し、父・秀忠に相談していたという史実が残っている。
寛永7年（1630年）3月4日に病没、享年29。葬儀は同月14日に小石川伝通院で行われ、同地に葬られた。戒名は興安院殿豊誉天清陽山大姉。細川忠興が息子・忠利に送った手紙によると、初姫の臨終のとき、夫・忠高はそれを無視して相撲見物に興じていたという。また、初姫の葬儀を行い墓所となった伝通院は徳川家縁の寺院であり、京極家は葬儀への立ち会いすら秀忠や弟の家光に許可されなかったことからみて、忠高が初姫をむげに扱っていたのは事実とみてよいといえる。